# Fadhel Morou
Fadhel Morou (* 6. Juli 1997 in München) ist ein deutsch-togolesischer Fußballspieler.

## Karriere
Morou begann seine Karriere beim TuS Geretsried. Zur Saison 2015/16 wechselte er zum SV Planegg, den er nach der Saison wieder verließ. Nach einem halben Jahr ohne Klub wechselte er im Januar 2017 zum fünftklassigen FC Unterföhring. Für den Verein kam er bis Saisonende zu drei Einsätzen in der Landesliga. Zu Saisonende stieg er mit dem Verein in die Regionalliga auf. In dieser absolvierte er 24 Partien für Unterföhring, das zu Saisonende aber als Tabellenletzter direkt wieder in die Fünftklassigkeit abstieg.
Morou aber blieb viertklassig und schloss sich zur Saison 2018/19 dem vormaligen Ligakonkurrenten FC Pipinsried an. Für Pipinsried absolvierte er 17 Partien in der bayrischen Regionalliga, auch mit diesem Klub musste er aber zu Saisonende als Tabellenletzter aus dieser absteigen. Der Außenspieler blieb der Liga aber weiterhin erhalten und wechselte diesmal zum FC Memmingen. Für Memmingen kam er in einem Halbjahr zu 18 Einsätzen. Im Januar 2020 wechselte er innerhalb der Liga zu Wacker Burghausen. Für Burghausen spielte er einmal, ehe die Saison COVID-bedingt unterbrochen wurde. Nach der Unterbrechung verließ er Wacker wieder.
Im Oktober 2020 wechselte Morou zum SV Straelen in die Regionalliga West. Für Straelen absolvierte er neun Partien, ehe er den Klub im Februar 2021 wieder verließ. Nach einem Halbjahr ohne Verein wechselte er im September 2021 zurück nach Bayern zum TSV 1896 Rain. Für Rain kam er, nun vermehrt als Offensivspieler eingesetzt, zu 23 Einsätzen in der bayrischen Regionalliga, in denen er acht Tore erzielte.
Zur Saison 2022/23 wechselte er zum österreichischen Zweitligisten SKN St. Pölten. Sein Debüt in der 2. Liga gab er im Juli 2022, als er am ersten Spieltag jener Saison gegen den FC Dornbirn 1913 in der Startelf stand. In der Saison 2022/23 kam er insgesamt zu 16 Einsätzen in der 2. Liga. Nachdem er zu Beginn der Saison 2023/24 dann nur noch für die viertklassigen Amateure gespielt hatte, verließ er den SKN im September 2023.
Im selben Monat kehrte er anschließend nach Deutschland zurück und wechselte zum Regionalligisten Türkgücü München. Bis zum Saisonende absolvierte Morou insgesamt 23 Ligaspiele und verließ den Verein wieder. Nach einem halben Jahr Vereinslosigkeit schloss er sich dann am 20. Januar 2025 dem luxemburgischen Erstligisten FC Wiltz 71 an. Dort absolvierte er bis zum Saisonende 14 Ligaspiele und stieg mit dem Verein in die Ehrenpromotion ab.